# Lucerne Ladies European Open 1992
Lucerne Ladies European Open 1992 — жіночий тенісний турнір, що проходив на відкритих кортах з ґрунтовим покриттям Tennis Club Lido у Люцерні (Швейцарія). Належав до турнірів 4-ї категорії в рамках Туру WTA 1992. Відбувсь ушістнадцяте і тривав з 18 до 24 травня 1992 року. Друга сіяна Емі Фрейзер здобула титул в одиночному розряді й отримала 27 тис. доларів США.

## Фінальна частина

### Одиночний розряд
Емі Фрейзер —  Радка Зрубакова 6–4, 4–6, 7–5
- Для Фрейзер це був 1-й титул в одиночному розряді за сезон і 3-й — за кар'єру.

### Парний розряд
Емі Фрейзер /  Елна Рейнах —  Каріна Габшудова /  Маріанн Вердел 7–5, 6–2